# Egerländer Biografisches Lexikon
Egerländer Biografisches Lexikon (zkr. EBL, česky volně přeloženo Biografický slovník Chebska) je třísvazkový biografický slovník vybraných osobností z někdejšího správního obvodu Cheb/Eger v říšské župě Sudety. 

## Vydání
Lexikon zpracoval a vydal místní historik Josef Weinmann (* 28. července 1926 v Karlových Varech), člen sudetoněmeckého místního sdružení Egerländer Gmoi e. V., který dříve psal genealogické, místně-historické a biografické články pro různé lokální listy. Jako stálý zaměstnanec Sdružení kulturních pracovníků Chebska (něm. Arbeitskreis Egerländer Kulturschaffender / AEK) založil v rámci sdružení pracovní skupinu pro vytvoření slovníku. 
Lexikon obsahuje přes 4000 životopisů, krátkých medailonů s díly a další literární údaje. 
Práce je silně zaměřena na německé dějiny Chebska (něm. Egerland). Německo-česká historička Eva Hahnová (Schmidt-Hartmannová) ve své recenzi na první díl ocenila kvalitní podání a množství detailů, zpochybnila však spolehlivost informací a kritizovala mimo jiné autorovu tendenci ke „germanizaci“ některých osob s českou nebo nejednoznačně identifikovatelnou národní identitou“. Naopak vůbec nebyly zahrnuty některé významné české osobnosti z Chebska. Kritizovala také to, že „obecně nebyly brány v úvahu české historické prameny a vědecká literatura“. Také „výhradní používání“ dnes již neobvyklých „německých názvů míst“ znesnadňuje identifikaci historických lokací.

## Svazky
První svazek s biografickými články (A–M) vyšel v roce 1985 samonákladem autora v Männedorfu v Curyšském kantonu, s celkovým počtem 375 stran  a v roce 1987 druhá část (N-Z) s počtem 366 stran. Celou produkci obou svazků realizovala tiskárna Bayreuth Verlagsgesellschaft mbH v Bayreuthu, která také vlastní většinu listu Nordbayerischer Kurier.  V roce 2005 tam vyšel doplňkový svazek A–Z s počtem 231 stran.  
- Josef Weinmann: Egerländer biografisches Lexikon. Band 1. (A–M). J. Weinmann, Männedorf/ZH 1985. ISBN 3-922808-12-3
- Josef Weinmann: Egerländer biografisches Lexikon. Band 2. (N–Z). J. Weinmann, Männedorf/ZH 1987. ISBN 3-922808-12-3
- Josef Weinmann: Egerländer biografisches Lexikon. Band 3. (A–Z). J. Weinmann, Männedorf/ZH 2005. [Ergänzungsband]